# Йиґісоо (Ляене-Ніґула)
Йи́ґісоо (ест. Jõgisoo küla) — село в Естонії, у волості Ляене-Ніґула повіту Ляенемаа.

## Населення
Чисельність населення на 31 грудня 2011 року становила 45 осіб.

## Географія
Через село тече річка Лійві (Liivi jõgi).
Через населений пункт проходить автошлях 16156 (Йиґісоо — Лемміккюла).

## Історія
До 21 жовтня 2017 року село входило до складу волості Кулламаа.